# ジョン・エヴァンス (考古学者)
ジョン・エヴァンス（Sir John Evans、1823年11月17日 - 1908年5月31日）は、イギリスの考古学者、地質学者である。
バッキンガムシャーのBritwell Courtに、Market Bosworthグラマースクールの校長の息子として生まれた。製紙会社の社長を務めながら、骨董品、古銭の収集家として有名になった。『古代イギリスの貨幣』(The Coins of the Ancient Britons:1864)、『古代イギリスの石器、武器、装飾品』(The Ancient Stone Implements, Weapons and Ornaments of Great Britain :1872)、『古代イギリス、アイルランドの青銅器、武器、装飾品』(The Ancient Bronze Implements, Weapons and Ornaments of Great Britain and Ireland:1881) を著した。
骨董品協会 (Numismatic Society)、ロンドン地質学会、人類学研究所、化学工業協会などの会長を務めた。
1880年、ロンドン地質学会からライエル・メダルを受賞した。
息子のアーサー・エヴァンズはクレタ島のクノッソス遺跡を発掘したことで有名な考古学者である。